# Strigova
Strigova (cyr. Стригова) – wieś w Bośni i Hercegowinie, w Republice Serbskiej, w gminie Kozarska Dubica. W 2013 roku liczyła 149 mieszkańców.